# Dameneishockey-Bundesliga 2010/11
Die Saison 2010/11 der österreichischen Dameneishockey-Bundesligen wurde parallel zur Elite Women’s Hockey League ausgetragen. In der ersten Bundesliga lösten die Neuberg Highlanders die Spielgemeinschaft Kitzbühel/Salzburg als Meister ab. Die zweite Bundesliga konnte von den Kitzbüheler Adlern gewonnen werden. Die EHV Sabres Wien verteidigten anschließend erfolgreich ihren Staatsmeistertitel.

## Dameneishockey-Bundesliga
Die Dameneishockey-Bundesliga wurde zwischen September 2010 und Jänner 2011 in Form einer dreifachen Hin- und Rückrunde ohne Playoffs ausgetragen.

### Tabelle nach dem Grunddurchgang
| Rk | Team                   | Sp | S  | U | N  | SNV | NNV | Tore  | Punkte |
| 1. | Neuberg Highlanders    | 15 | 14 | 0 | 1  | 1   | 0   | 98:34 | 41     |
| 2. | HK Triglav Kranj       | 15 | 10 | 0 | 5  | 1   | 1   | 69:47 | 30     |
| 3. | EHV Sabres Wien II     | 15 | 8  | 0 | 7  | 1   | 1   | 68:54 | 24     |
| 4. | Gipsy Girls Villach    | 15 | 6  | 0 | 9  | 2   | 2   | 42:65 | 18     |
| 5. | HK Celje               | 15 | 5  | 0 | 10 | 2   | 0   | 49:93 | 13     |
| 6. | DEC Dragons Klagenfurt | 15 | 2  | 0 | 13 | 0   | 3   | 40:73 | 9      |

## DEBL2
Die zweite Bundesliga wurde in Grunddurchgang und Playoffs ausgespielt. Das Teilnehmerfeld wurde im Grunddurchgang in zwei Gruppen aufgeteilt, die Mannschaften absolvierten zwischen Oktober 2010 und Jänner 2011 eine doppelte Hin- und Rückrunde. Die anschließenden Playoffs bestanden aus Halbfinale und Finale sowie einer Serie zur Ermittlung des Gesamtdritten.

### Grunddurchgang
| Gruppe West |                          |    |   |   |   |     |     |       |        |
| Rk          | Team                     | Sp | S | U | N | SNV | NNV | Tore  | Punkte |
| 1.          | Red Angels Innsbruck     | 8  | 7 | 0 | 1 | 0   | 0   | 83:14 | 21     |
| 2.          | EC "Die Adler" Kitzbühel | 8  | 5 | 0 | 3 | 0   | 0   | 67:23 | 15     |
| 3.          | EC Icemice Telfs         | 8  | 0 | 0 | 8 | 0   | 0   | 6:119 | 0      |

| Gruppe Ost |                        |    |   |   |   |     |     |       |        |
| Rk         | Team                   | Sp | S | U | N | SNV | NNV | Tore  | Punkte |
| 1.         | 1. DEC Devils Graz     | 8  | 7 | 0 | 1 | 0   | 1   | 46:13 | 22     |
| 2.         | Tornados IceCats Linz  | 7  | 4 | 0 | 3 | 0   | 0   | 31:15 | 12     |
| 3.         | HK Celje II            | 6  | 4 | 0 | 2 | 1   | 0   | 24:17 | 11     |
| 4.         | Neuberg Highlanders II | 9  | 0 | 0 | 9 | 0   | 0   | 14:70 | 0      |

### Play-offs

#### Halbfinal-Serien
|                                               | Serie | Spiel 1 (29./30. Jänner 2011) | Spiel 2 (6. Februar 2011) |
| --------------------------------------------- | ----- | ----------------------------- | ------------------------- |
| Red Angels Innsbruck – Tornados Ice Cats Linz | 2:0   | 6:0                           | 5:0                       |
| 1. DEC Devils Graz – EC "Die Adler" Kitzbühel | 1:1   | 2:1 n. P.                     | 1:3                       |

#### Serie um Bronze
|                                             | Serie | Spiel 1 (26. Februar 2011) | Spiel 2 (5. März 2011) |
| ------------------------------------------- | ----- | -------------------------- | ---------------------- |
| 1. DEC Devils Graz – Tornados Ice Cats Linz | 2:0   | 3:0                        | 4:1                    |

#### Finale
|                                                 | Serie | Spiel 1 (27. Februar 2011) | Spiel 2 (5. März 2011) |
| ----------------------------------------------- | ----- | -------------------------- | ---------------------- |
| Red Angels Innsbruck – EC "Die Adler" Kitzbühel | 0:2   | 0:4                        | 4:8                    |

## Österreichische Staatsmeisterschaft
Die Spiele der österreichischen Staatsmeisterschaft wurden mit Ausnahme der ersten drei Spiele im Jänner und Februar 2011 ausgetragen. Es fand eine einfache Hin- und Rückrunde statt, anschließend folgten die Playoffs: die beiden bestplatzierten Clubs spielten um den Meistertitel, die übrigen zwei Clubs ermittelten in einer eigenen Serie den Drittplatzierten.

### Tabelle nach dem Grunddurchgang
| Rk | Team                | Sp | S | U | N | SNV | NNV | Tore  | Punkte |
| 1. | EHV Sabres Wien     | 6  | 5 | 0 | 1 | 0   | 1   | 51:7  | 16     |
| 2. | DEC Salzburg Eagles | 6  | 5 | 0 | 1 | 1   | 0   | 35:17 | 14     |
| 3. | EHC Vienna Flyers   | 6  | 2 | 0 | 4 | 0   | 0   | 13:28 | 6      |
| 4. | Neuberg Highlanders | 6  | 0 | 0 | 6 | 0   | 0   | 10:57 | 0      |

### Playoffs

#### Serie um Bronze
- 5. März 2011: EHC Vienna Flyers – Neuberg Highlanders: 4:0
- 12. März 2011 Neuberg Highlanders – EHC Vienna Flyers: 0:3

#### Finale
- 6. März 2011: EHV Sabres Wien – DEC Salzburg Eagles: 5:1
- 11. März 2011: DEC Salzburg Eagles – EHV Sabres Wien 0:10